# کفینگ دیوباته
کفینگ دیوباته (انگلیسی: Keffing Dioubaté؛ زادهٔ ۲۸ نوامبر ۱۹۷۵) بازیکن فوتبال اهل گینه بود.
از باشگاه‌هایی که در آن بازی کرده است می‌توان به باشگاه ورزشی آمیان اشاره کرد.
وی همچنین در تیم ملی فوتبال گینه بازی کرده است.